# Дорошенко Арсентій Олександрович
Арсентій Олександрович Дорошенко (нар. 27 червня 2000) — український футболіст, півзахисник клубу «Минай».

## Життєпис

### Ранні роки
Вихованець дніпропетровського футболу. Футбольний шлях розпочав в місцевому «Інтері», у 2017 році приєднався до молодіжної академії «Дніпра». Напередодні старту сезону 2017/18 років переведений до першої команди дніпровського клубу. Дебютував за дніпропетровську команду 31 липня 2017 року в переможному (4:2) виїзному поєдинку 3-го туру групи Б Другої ліги проти «Миколаєва-2». Арсентій вийшов на поле на 90-й хвилині, замінивши Дениса Тарадуду. Дебютним голом у складі «Дніпра» відзначився 7 жовтня 2017 року на 90+4-й хвилині нічийного (3:3) виїзного поєдинку 15-го туру групи Б Другої ліги проти «Інгульця-2». Дорошенко вийшов на поле на 84-й хвилині, замінивши Єгора Назарину. У футболці дніпропетровського клубу зіграв 16 матчів у Другій лізі, відзначився 3-а голами.

### «Колос» (Ковалівка)
Наприкінці липня 2018 року перейшов до «Колоса». У футболці ковалівського клубу дебютував 12 жовтня 2018 року в переможному (6:0) виїзному поєдинку 13-го туру Першої ліги проти «Сум». Арсентій вийшов на поле на 74-й хвилині, замінивши Вадима Мілька. Дебютним голом за «Колос» відзначився 11 травня 2019 року на 80-й хвилині переможного (4:0) домашнього поєдинку 28-го туру Першої ліги проти «Сум». Дорошенко вийшов на поле в стартовому складі та відіграв увесь матч. У сезоні 2018/19 років зіграв 9 матчів у Першій лізі, в яких відзначився 1 голом. Допоміг команді посісти друге місце в Першій лізі.
В серпні 2019 року разом із одноклубником Рустамом Ахмедзаде був відданий в оренду до друголігового «Поділля» (Хмельницький). В літньо-осінній частині сезону 2019/20 Арсентій зіграв у складі хмельничан в 14-ти поєдинках, та відзначився одним забитим м’ячем, а весняна частина турніру була скасована через пандемію коронавірусу.
У вересні 2020 року підписав угоду з першоліговим «Авангардом» (Краматорськ).

### «Нива»(Тернопіль)
У серпні 2022 року, за тиждень до початку чемпіонату в Першій лізі, став гравцем тернопільської «Ниви». За тернопільську команду дебютував 27 серпня 2022 року у нічийному поєдинку (1:1) проти вишгородського "Діназа".

### «Минай»
У березні 2025 року підписав контракт із закарпатським клубом «Минай». Дебютував у складі команди 29 березня 2025 року у переможному матчі групи «Вибування» Першої ліги проти «Діназа» (1:2). Провів за клуб 7 поєдинків. Результативними діями не відзначався.

## Досягнення
«Колос» (Ковалівка)
- Перша ліга України
  -  Срібний призер (1): 2018/19